# Diego Jalón
Diego Jalón Dochagavia (c. 1781/1785-18 de junio de 1814) fue un oficial patriota de la Independencia de Venezuela de origen español, aprehendido y decapitado por órdenes de José Tomás Boves.

## Biografía
Jalón, como oficial del ejército español a cumplir servicio de guarnición, Boves, como prisionero condenado, y Alexander von Humboldt, como invitado por la corona de España en misión científica, llegaron a Venezuela en la misma fragata, Pizarro, en junio de 1799. Cuando, en 1812, el comandante realista Domingo de Monteverde atacaba a San Carlos, Jalón, al mando militar de la plaza de esa ciudad, no pudo batirse en contra de Monteverde viéndose obligado a huir de la  ciudad. Durante el sitio, aparentemente Boves intentaba unirse a los republicanos, pero Jalón le encarceló por presunta traición a la república; Jalón apeló como evidencia a una presunta carta escrita por Juan de los Reyes Vargas, la cual se demostró después era falsa, y dirigida a Boves invitándole a insubordinar al pueblo de San Carlos en contra de las autoridades republicanas. Don Ignacio Figueredo, respetado patriarca de San Carlos, intercedió por Boves logrando su liberación pero el incidente dejó sentada una enemistad que, evidencia del deseo de venganza que caracterizó a Boves en contra de las clases poderosas de la época, después de azotarlo y fusilarlo ordenó decapitar a Jalón y clavar su cabeza en una pica en Valencia.

## Batalla de La Puerta
El 3 de febrero de 1814 Diego Jalón acompañó a Simón Bolívar, José Tadeo Monagas, Manuel Cedeño y una docena más de caudillos junto al Batallón de Aragua en la “Batalla de la Puerta del Llano” en contra de la milicia de José Tomás Boves, tres veces más numerosas que los patriotas de la república (aproximadamente 2.500 independentistas contra 8.000 realistas). Es la primera vez que en la historia de toda la Guerra de Independencia de Venezuela, se encuentran tantos jefes patriotas reunidos, para enfrentar a un solo comandante, Boves el “Taita de los llanos”. La estratagema fundada en un cerrado ataque de Boves resultó fatal para los patriotas de Bolívar, alineando lanceros detrás de matorrales y a la retaguardia de Jalón.
Simón Bolívar y su estado mayor, huyeron hasta la ciudad de La Victoria, dando fin inexorable a la Segunda República de Venezuela. Boves, apelando al «Decreto de Guerra a Muerte» proclamado por el mismo Bolívar en 1813, mandó a ejecutar a todos los prisioneros de la batalla. Pedro de Sucre, hermano del Mariscal de Ayacucho y nacido en septiembre de 1793 en Cumaná, fue fusilado poco antes de Jalón en la ciudad de Villa de Cura.
La batalla recibe el nombre Puerta de los Llanos porque el escenario fue una región al sur del estado Aragua, conocida en ese entonces como «Abra de la Puerta», entrada desde el norte a la región de los Llanos venezolanos.

## Escuela de Artillería del Ejército Coronel Diego Jalón
El Ejército Venezolano decidió denominar a su Escuela de Artillería "Coronel Diego Jalón Dochagavia", en homenaje al bravo oficial que luchó en la gesta emancipadora.
La denominación actual de dicho instituto de capacitación es Escuela de Artillería Popular "Coronel Diego Jalón Dochagavia", y actualmente está ubicada en la Colina Sosa, en el Fuerte Tiuna, en Caracas (DC), Venezuela.